# Bhalswa Jahangir Pur
Bhalswa Jahangir Pur is een census town in het district Noord-Delhi van het Indiase unieterritorium Delhi.

## Demografie
Volgens de Indiase volkstelling van 2001 wonen er 151.427 mensen in Bhalswa Jahangir Pur, waarvan 55% mannelijk en 45% vrouwelijk is. De plaats heeft een alfabetiseringsgraad van 59%.